# 西印度群岛

西方視角下的諸個「印度」：
東印度（範圍即今日之東南亞）
印度（印度次大陸和緬甸）
西巴布亞（屬於東印度的一部分）
西印度（今日之定義）
五個圭亞那（在某些語境下也包含在西印度的範圍內）

西印度群島（英語：West Indies）泛指南北美洲之間海域中的一個一連串的島群。北起美國佛羅里達半島南端；西起墨西哥尤卡坦半島東端。總島嶼數達7000個左右。西印度群島之名來自于1492年10月12日，哥倫布于巴哈馬群島上登陸，誤以為這裡是印度因而得名。西印度群島包括了安的列斯群島（可分為大安的列斯群岛和小安的列斯群岛，其中小安的列斯群岛可细分为背风安的列斯群岛、背風群島和向風群島）和廬卡雅群島（亦称为巴哈馬群島），氣候主要為熱帶季風氣候，至中午時炎熱，有午後雷陣雨，生產咖啡和香蕉等作物。

## 島嶼成因

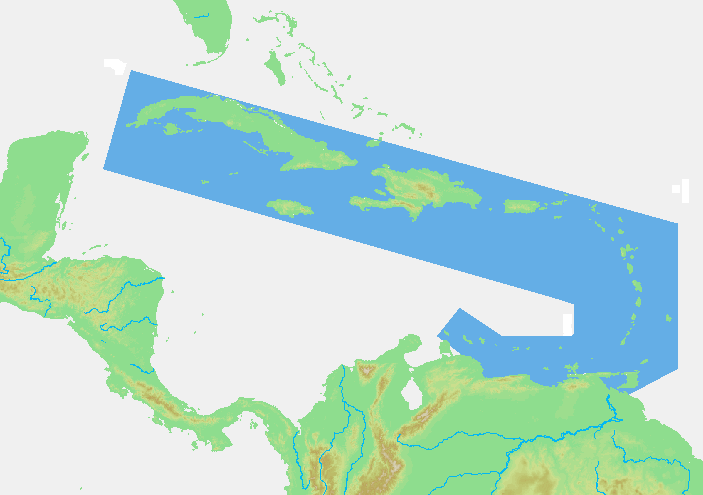
安的列斯群島

大安的列斯群岛多屬大陸島，著名島嶼有古巴島、伊斯帕尼奥拉岛（亦称为海地島）、牙買加島和波多黎各島等。
小安的列斯群岛島弧內側以火山島為主；外側小島多为珊瑚島，由石灰岩構成，地勢低平。特立尼达岛為大陸島，属于南美洲安地斯山脈北段支脈的延續部分；多巴哥岛在構造上屬小安地列斯群島的一个孤立岛屿，由火山岩構成。其它孤立岛屿还有巴巴多斯岛和阿韦斯岛。
廬卡雅群島（亦称为巴哈馬群島）多屬在海底石灰岩淺灘上發展起來的珊瑚礁島，計有大小島嶼700多個及眾多岩礁。

## 国家和地区

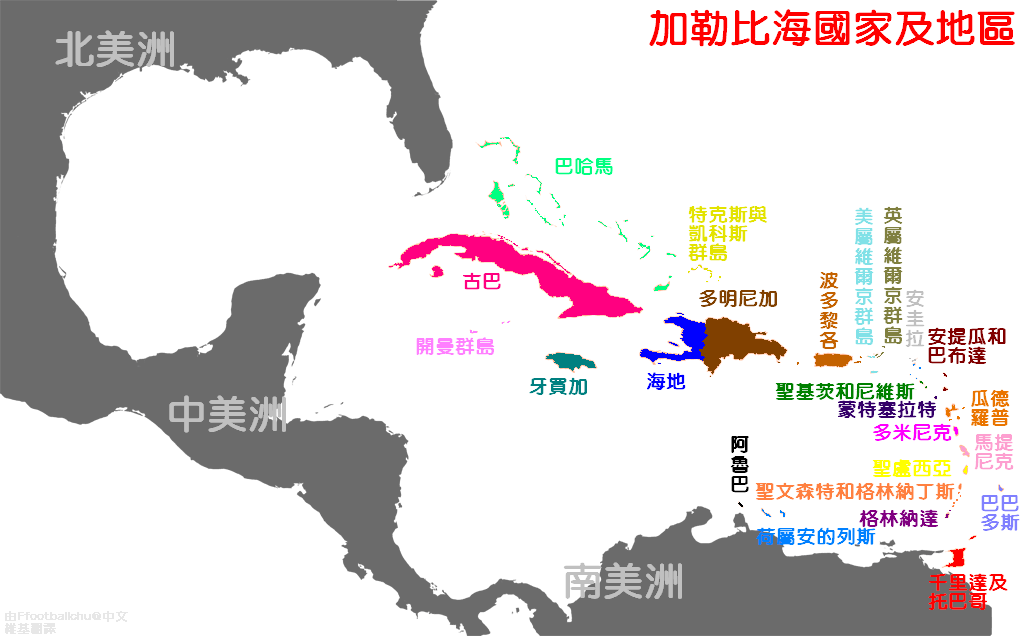
西印度群岛。群岛和大陆之间水域为加勒比海

西印度群岛共有33个国家和地区，其中13个主权国家和20地区。除了隶属委內瑞拉的委内瑞拉联邦属地和新埃斯帕塔州以及具有主权争议的納弗沙島外，其余17个地区均为西方国家的海外属地，分属法国、荷兰、英国和美国这四个国家。
- 安的列斯群島
  - 大安的列斯群岛
    -  开曼群岛（英国）
    -  古巴
    - 伊斯帕尼奥拉岛
      -  海地

    -  牙买加
    -  納弗沙島（海地、美国争议）
    -  波多黎各（美国）

  - 小安的列斯群岛
    - 背风安的列斯群岛
      - ABC群島
        -  阿鲁巴（荷兰）
        -  （荷兰）
        -  （荷兰）

      - 委內瑞拉岛屿地区
        -  聯邦屬地（委内瑞拉）
        -  新埃斯帕塔州（委内瑞拉）

    - 背風群島
      -  （英国）
      -  安地卡及巴布達
      -  （法国）
      -  （英国）
      -  圣基茨和尼维斯
      -  （法国）
      - SSS群島
        -  （荷兰）
        - 圣马丁岛
          -  法属圣马丁（法国）
          -  荷屬聖馬丁（荷兰）

        -  （荷兰）

      - 维尔京群岛
        -  英屬維爾京群島（英国）
        -  美屬維爾京群島（美国）

    - 向風群島
      -  多米尼克
      -  格瑞那達
      -  （法国）
      -  圣卢西亚
      -  千里達及托巴哥
- 廬卡雅群島
  -  巴哈马
  -  （英国）